# Brigit
Brigitte ou Brigit (en Irlande), également connue sous le nom de Brigantia (en Bretagne romaine) est, dans les religion et mythologie celtiques, la déesse des arts, de la guerre, de la magie et de la médecine. Elle est la fille de Dagda le « Dieu bon » et l'une des Tuatha Dé Danann. Elle est la femme du Fomoire Bres, avec qui elle a un fils, Ruadan.
Il a été suggéré que Brigit est une continuation de la déesse indo-européenne de l'Aurore. Elle est associée à la saison printanière, à la fertilité, à la médecine, à la poésie et aux arts dont ceux de la forge.

## Étymologie
Les théonymes Brigit et Brigantia dérivent du proto-celtique « brigantija » ou « brigantis » dont le sens est « très haute », « très élevée ». Xavier Delamarre traduit ce terme comme « l'Éminente »  Pour Philippe Jouët, ce nom est à rapprocher de celui de l'Aurore védique Brhati « haute », une Aurore de l'année.
L’origine en est le mot « Briga » (hauteur, forteresse) qui, utilisé comme préfixe, a donné de nombreux toponymes, tant dans l’espace insulaire qu’en Gaule et dans la péninsule ibérique. Il est aussi présent dans la composition du nom de certains peuples (Brigantes, par exemple).
Ces significations confirment le rôle primordial de cette déesse.

## Généalogie et fonctions
Dans les textes mythologiques irlandais, Brigit est la fille du Dagda selon la tradition qui fait de l'Aurore la fille du Ciel diurne. Elle est aussi la mère, l’épouse et la sœur de Lug, Dagda, Ogme, Nuada, Diancecht et Mac Oc, les dieux des Tuatha Dé Danann. Elle est dite « mère des dieux » tout comme l'Aurore védique. L'un des fils de Brigit porte le nom de Ruadán, le « (Petit-)rouge », une dénomination du jeune soleil. Enrico Campanile voit également en Brigit la continuation de la déesse de l'Aurore indo-européenne.
Elle est associée à la fête d’Imbolc, la purification du 1er février, censée protéger les troupeaux et favoriser la fécondité.
Elle est notamment présente dans le récit intitulé Cath Maighe Tuireadh : la bataille de Mag Tured. Dans la seconde bataille de Mag Tured, elle « invente » le keening. C'est une espèce de mélange entre des lamentations musicales, éloges et la généalogie (chantée) du défunt (pratique qui subsiste encore aujourd'hui dans des cercles "revival"). Brigitte le fait sur le corps de son fils Ruadan. Elle invente aussi une « flûte magique » qui permet d'aller où l'on veut en l'espace d'une nuit. Il est dit que son rire ébranle tout l'univers.
Déesse terrible, elle règne sur les arts, la guerre, la magie et la médecine. Elle est la patronne des druides, des bardes (poètes), des vates (divination et médecine) et des forgerons. En effet elle est décrite comme une déesse triple ; elle a deux sœurs qui s’appellent elles aussi Brigit. Ce sont Brigit la forgeronne et Brigit la poétesse, elle-même étant guérisseuse. Toutes ces activités sont étroitement liées car le principe de l'inspiration (poésie) est conçu comme un « feu » de l'illumination.
Selon une hypothèse, Brigit a été christianisée sous le nom de sainte Brigitte ; l'hagiographie de sainte Brigitte pourrait donc aussi donner des informations concernant la déesse.

## Toponymie, onomastique et mythologie comparée
On trouve des inscriptions dédiées à la déesse Brigantia sur le site antique de Blatobulgium (en), à Dumfries et à Galloway en Écosse.
Elle est associée à Victoria (Brigantia Victoria) dans deux inscriptions, l'une à Castelford et l'autre à Greetland, tous les deux dans le Yorkshire-et-Humber.
Elle est considérée comme nymphe à Irthington, dans le Yorkshire de nouveau.  À Corbridge, elle est parèdre de Jupiter Dolichenus et elle s'appelle Brigatia Cealestis.
Le nom Brigantia se retrouve notamment dans le nom des peuples des Brigantes (actuels territoires du Yorkshire et du Northumberland) mentionnés par Strabon et des Brigantii (près du lac de Constance), dont la capitale Brigantion (Brégence) est de même origine ; idem pour Briançon.
On retrouve le nom de Brigantium à l'origine de toponymes un peu partout en Europe. Par exemple en Espagne (Berganza, Bergondo, Betanzos), Portugal (Bragança), Slovaquie en limite avec la Hongrie (Brigetio), Allemagne (Brigobanne sur la rivière Breg pas loin de la rivière Brigach).
Brigit est souvent comparée à la Minerve des Romains, avec qui elle partage un certain nombre de fonctions et dont on retrouve le nom dans beaucoup de sites celto-romains. Aucune inscription dédiée à Brigantia Minerva n'est connue pour l'instant.

### Différentes graphies
(Liste non exhaustive)
- Bretagne armoricaine : Brigantis.
- Écosse : Brid, Bride.
- Gaule : Berecyntia, Brig, Brigandu, Brigantia.
- Irlande : Brig, Brigid, Brigh, Brighit.
- Pays de Galles : Brigid.
- Suisse : Brigindo.

## Principaux avatars possibles
Dans la littérature mythique et dans la toponymie, différentes déités importantes peuvent en être les émanations :
- Dana (Danu, Ana, Anu, Dôn au Pays de Galles)
- Morrigan
- Rhiannon (Rigantona)
- Rosmerta
- Macha
- Belisama
- Nemain
- Bodb
- Damona
- Épona
- Étaín
- Eithne
- Boand (Boann)

En Gaule, son probable avatar Épona lui confère un rôle psychopompe évident.[réf. nécessaire][évasif]
Pour Philippe Jouêt, Morrigan, Brigit et Macha sont trois aspects d'une même réalité théologique issue de l'Aurore indo-européenne, mais distingués par leurs mythologies respectives.
L’importance de son culte chez les Celtes a conduit les évangélisateurs chrétiens à lui substituer une sainte homonyme, sainte Brigitte aussi appelée sainte Brigitte de Killdara ou, en Écosse, la Vierge / la Marie des Gaels. La fête de Sainte Brigitte, le 1er février, recouvre ainsi les cérémonies d'Imbolc fêtées à la même date, cérémonies qui inauguraient la période des « Aurores de l'année » et de la sortie de l'hiver. Les principales fonctions de la déesse se sont transmises à sainte Brigitte, patronne des poètes, des artisans et des femmes en couche.

## Interprétation et postérité
Dans le néopaganisme actuel, et par certains scientifiques français, elle est considérée comme une personnification de la Déesse Mère[réf. nécessaire], à la fois la mère, l’épouse, la sœur et la fille des autres dieux. Son nom se trouve sous différentes graphies, et elle se manifesterait selon eux sous la forme d’innombrables avatars.
Dans les pays anglo-saxons, on semble plutôt considérer que les Celtes avaient plus d'une déesse, et que cette notion de déesse unique aurait été influencée par le culte marial du Moyen Âge[source insuffisante] et renforcé par le livre de Marija Gimbutas, Le Langage de la déesse[source insuffisante].

## Hommage
Brigit est l'une des 1 038 femmes dont le nom figure sur le socle de l'œuvre contemporaine The Dinner Party de Judy Chicago. Elle y est associée à la Déesse de la fertilité, deuxième convive de l'aile I de la table.